# Sònia Iontxeva
Sònia Iontxeva (en búlgar Соня Йончева i sovint transcrit en la versió anglicitzada Sonya Yoncheva; Plòvdiv, 25 de desembre de 1981) és una soprano operística búlgara.

## Inicis
Nascuda a Plòvdiv (Bulgària), Iontxeva no va tenir una infància convencional; des dels 6 anys ja «treballava» segons les seves pròpies paraules en una entrevista per a Metropolis. Va estudiar piano i veu a l'Escola Nacional de Música i Dansa de Plòvdiv i durant els seus anys d'adolescència, va participar en un programa de televisió sobre música. Va guanyar diversos concursos de música a Bulgària el 2000 i el 2001, incloent-hi una victòria conjunta amb el seu germà com «Cantants de l'any 2000» en la competició Hit-1 organitzada i produïda per la Televisió Nacional de Bulgària. El 2009 es va graduar en cant clàssic al Conservatori de Música de Ginebra, on entre els seus professors va comptar amb la cantant d'òpera Danielle Borst.

## Carrera musical
Iontxeva fou convidada a participar en l'acadèmia Jardin des Voix de William Christie per a joves cantants l'any 2007. Des de llavors ha continuat treballant en el repertori barroc amb Christie i també amb Emmanuelle Haïm. Fou la guanyadora en categoria femenina del primer premi de la competició Operalia l'any 2010. El seu debut al Metropolitan Opera es produí el novembre de 2013, quan va entrar en escena com a Gilda a Rigoletto, abans del seu debut oficial previst. El 2014, al Met, va fer el seu debut com a Mimì a La Bohème, al novembre, i després va compartir el paper de Violetta a La traviata al desembre. El 2015 va aparèixer com a Desdemona en la producció inaugural d'Otello de la temporada del Metropolitan Opera i el setembre de 2016 va debutar com a Norma a la Royal Opera House, on també va cantar Antonia a Les Contes d'Hoffmann l'octubre del mateix any.
El juny de 2017 va debutar al Teatro alla Scala com a Mimì a La bohème. Va fer el seu debut en el paper protagonista de Tosca de Puccini en el Metropolitan Opera durant la temporada 2017/18 amb gran èxit de crítica. Yoncheva va establir un rècord com a primera cantant a aparèixer en els principals papers de tres produccions del Metropolitan Opera en una temporada (Tosca, Mimì i Luisa Miller durant la temporada 2017/18). Pel seu paper debutant com a Imogene en Il Pirata de Bellini al Teatro alla Scala al juny de 2018, la primera producció de l'obra després d'una llegendària producció de 1958 amb Maria Callas, la premsa va afirmar que la seva actuació «segurament farà entrar Yoncheva dins les cantants llegendàries de La Scala al costat de Callas». L'estiu de 2018, Iontxeva va cantar el paper de Poppea a L'incoronazione di Poppea de Monteverdi al Festival de Salzburg.

## Vida personal
Iontxeva i el seu marit Domingo Hindoyan, un director d'orquestra veneçolà, viuen al cantó de Vaud, Suïssa. La parella té un fill, Mateo, nascut el 6 d'octubre de 2014. El germà petit de Sonya, Marin Iontxev, és un antic cantant de rock i ara apareix sovint en recitals operístics al costat de Iontxeva.

## Discografia
Iontxeva apareix especialment en enregistraments comercials de l'etiqueta Virgin Classics. També apareix en DVD comercials de L'incoronazione di Poppea i Il ritorno d'Ulisse in patria de Claudio Monteverdi i d'Il Flaminio de Giovanni Battista Pergolesi. Al novembre de 2013, va signar un contracte de gravació amb Sony Classical i ha publicat diversos CD en solitari.